# Nellyville
Nellyville е вторият солов албум на американския рапър Нели. Албумът влиза директно на първо място в класацията Билборд 200, като се задържа на тази позиция в продължение на четири седмици – от 13 юли до 3 август и от 31 август до 7 септември 2002 г. Синглите от албума са Hot in Herre, Dilemma, #1 (от саундтрака на Тренировъчен ден), Air Force Ones, Work It и Pimp Juice. Само през първата седмица след пускането на пазара се продават 714.000 копия, а общо продажбите са над шест милиона, заради което RIAA го сертифицира като шесткратно платинен. Сред гост-изпълнителите личат имената на Джъстин Тимбърлейк и Кели Роулънд. Nellyville получава номинация за награда Грами в категорията Албум на годината. Песента Dilemma в дует с Кели Роулънд печели тази награда в категорията Най-добро рап сътрудничество.

## Списък на песните
| #   | Заглавие            | Продуцент                 | Гост-изпълнител                   | Времетраене |
| --- | ------------------- | ------------------------- | --------------------------------- | ----------- |
| 1   | Nellyville          | Уоли Йъгнъм               |                                   | 4:15        |
| 2   | Gettin' It Started  | Уоли Йъгнъм               | Седрик Шоумена & Ла Ла            | 1:51        |
| 3   | Hot in Herre Клип   | The Neptunes              |                                   | 3:48        |
| 4   | Dem Boyz            | Джейсън ''Jay E'' Еперсън | Кайджюън & Мърфи Лий              | 4:34        |
| 5   | Oh Nelly            | Джейсън Jay E Еперсън     | Мърфи Лий                         | 4:02        |
| 6   | Pimp Juice Клип     | Джейсън Jay E Еперсън     |                                   | 4:52        |
| 7   | Air Force Ones Клип | The Trackboyz             | Али, Кайджюън & Мърфи Лий         | 5:04        |
| 8   | In The Store        | Нели                      | Седрик Шоумена & Ла Ла            | 1:40        |
| 9   | On The Grind        |                           | Кинг Джейкъб                      | 4:45        |
| 10  | Dilemma Клип        | Райън Боузър              | Кели Роулънд                      | 4:49        |
| 11  | Splurge             | Джейсън Jay E Епърсън     |                                   | 5:09        |
| 12  | Work It Клип        | Джейсън Jay E Еперсън     | Джъстин Тимбърлейк                | 4:22        |
| 13  | Roc the Mic (Remix) | Джъст Блейз               | Фрийуей, Мърфи Лий & Бини Сайджъл | 4:18        |
| 14  | The Gank            | Уоли Йъгнъм               | Сейнт Лунатикс                    | 4:48        |
| 15  | 5000                |                           |                                   | 2:11        |
| 16  | #1 Клип             | Уоли Йъгнъм               |                                   | 3:18        |
| 17  | CG 2                | Джейсън Jay E Еперсън     | Кайджюън & Мърфи Лий              | 4:32        |
| 18  | Say Now             | Джейсън Jay E Еперсън     |                                   | 5:42        |
| 19  | Fuck It Then        | Ла Ла                     | Седрик Шоумена & Ла Ла            | 1:38        |
| 20* | Stick Out Ya Wrist  | Джейсън Jay E Еперсън     | Тоя                               |             |

* Бонус песен във великобританската версия на албума